# Władysław Żwirek
Władysław Żwirek ps. „Wysoki”, „Mały”, „Mirecki” (ur. 15 listopada 1911 we Wnorowie, zm. 24 maja 1946 w Warszawie) – nauczyciel, podporucznik, komendant pow. Chełm NSZ-u.

## Młodość i wykształcenie
Syn Stanisława i Rozalii, urodzony we Wnorowie (gmina Łoniów). Absolwent Centralnego Instytutu Wychowania Fizycznego na warszawskich Bielanach, akademicki mistrz Polski w rzucie oszczepem, nauczyciel. W 1933 r. ukończył Dywizyjny Kurs Podchorążych Rezerwy 2. Dywizji Piechoty Legionów przy 4. Pułku Piechoty Legionów w Kielcach.  

## Działalność podczas II wojny światowej
W kampanii wrześniowej 1939 ranny w obronie Lwowa. Na Sandomierszczyźnie działał w Narodowej Organizacji Wojskowej a do 1943 roku był komendantem Obwodu Sandomierskiego Narodowych Sił Zbrojnych. W tym czasie utrzymywał kontakty z oddziałem partyzanckim Jędrusie. Z tego czasu pochodzi opis postaci Władysława Żwirka jednego z partyzantów z oddziału Jędrusiów: „był osobą bardzo mądrą, mimo swojego cichego głosu słowa, które wypowiadał miały wielką siłę”. W latach 1944–1945 był szefem oddziału organizacyjnego Komendy Okręgu Lubelskiego NSZ i NZW oraz Komendy Ziem Wschodnich, od października 1944 do marca 1945 komendant pow. Chełm NSZ.

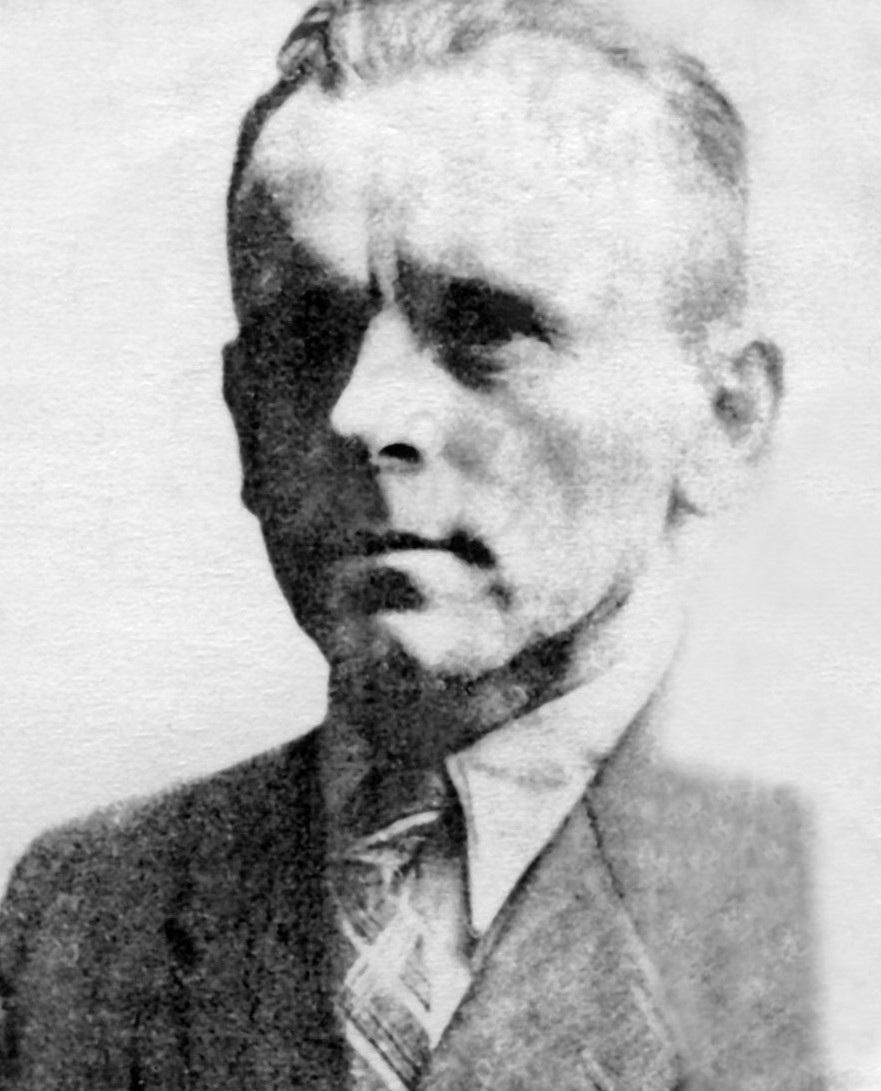
Władysław Żwirek po aresztowaniu

## Aresztowanie, pokazowy proces i śmierć
Został aresztowany w 1945 roku. Wraz z 22 zatrzymanymi był sądzony w „procesie 23” – pierwszym wielkim procesie pokazowym w Polsce Ludowej. Akt oskarżenia zawierał 28 stron fałszywych oskarżeń zaczynał się takim stwierdzeniem: „W okresie lat ciężkiej okupacji niemieckiej, gdy cały naród krwawił w nierównej walce z najeźdźcą niemieckim, znalazły się w Polsce elementy, które nie tylko tej walki nie pojęły a wprost przeciwnie, świadomie odrzuciły program walki z okupantem wysuwając hasło walki z ruchem wyzwoleńczym Narodu Polskiego, dążącym do wywalczenia Wolnej, Niepodległej i demokratycznej Polski”. Akt oskarżenia stwierdzał dalej, że „NSZ działając na rozkaz Rządu Emigracyjnego”, tworzyły na Rzeszowszczyźnie bandy UPA „rekrutujące” się z „nacjonalistów ukraińskich”, zaś na Pomorzu i Śląsku - bandy złożone z Niemców, członków NSDAP.
Przed osądzeniem zatrzymani musieli przejść ciężkie śledztwo. Proces rozpoczął się 14 lutego i odbywał się w przedwojennym teatrze Malickiej w Warszawie, przy ul. Karowej. Brali w nim udział członkowie rodziny skazanych, w przypadku Władysława była to jego szwagierka. Oskarżeni swoją działalność tłumaczyli ponowną utratą przez Polskę suwerenności i ingerencją Sowietów. Wyrok odczytano 19 marca 1946 roku, na karę śmierci skazano 9 osób, w tym Władysława. Wyroki śmierci wykonywano 24 maja 1946 roku od godz. 21.50 do 22.30. Z relacji świadków wynika, że „wprowadzono ich do świńskiego chlewa i każdego pozbawiono życia strzałem w tył głowy. Wszyscy mieli ręce związane do tyłu drutem”. Ciała zawieziono na Pole Mokotowskie i tam zakopano. W miejscu mogił wybudowano bloki mieszkalne. Grób symboliczny znajduje się na Cmentarzu Wojskowym w Warszawie w Kwaterze „na Łączce”. 

## Poszukiwania grobu, ekshumacja, identyfikacja oraz uroczysty pogrzeb państwowy

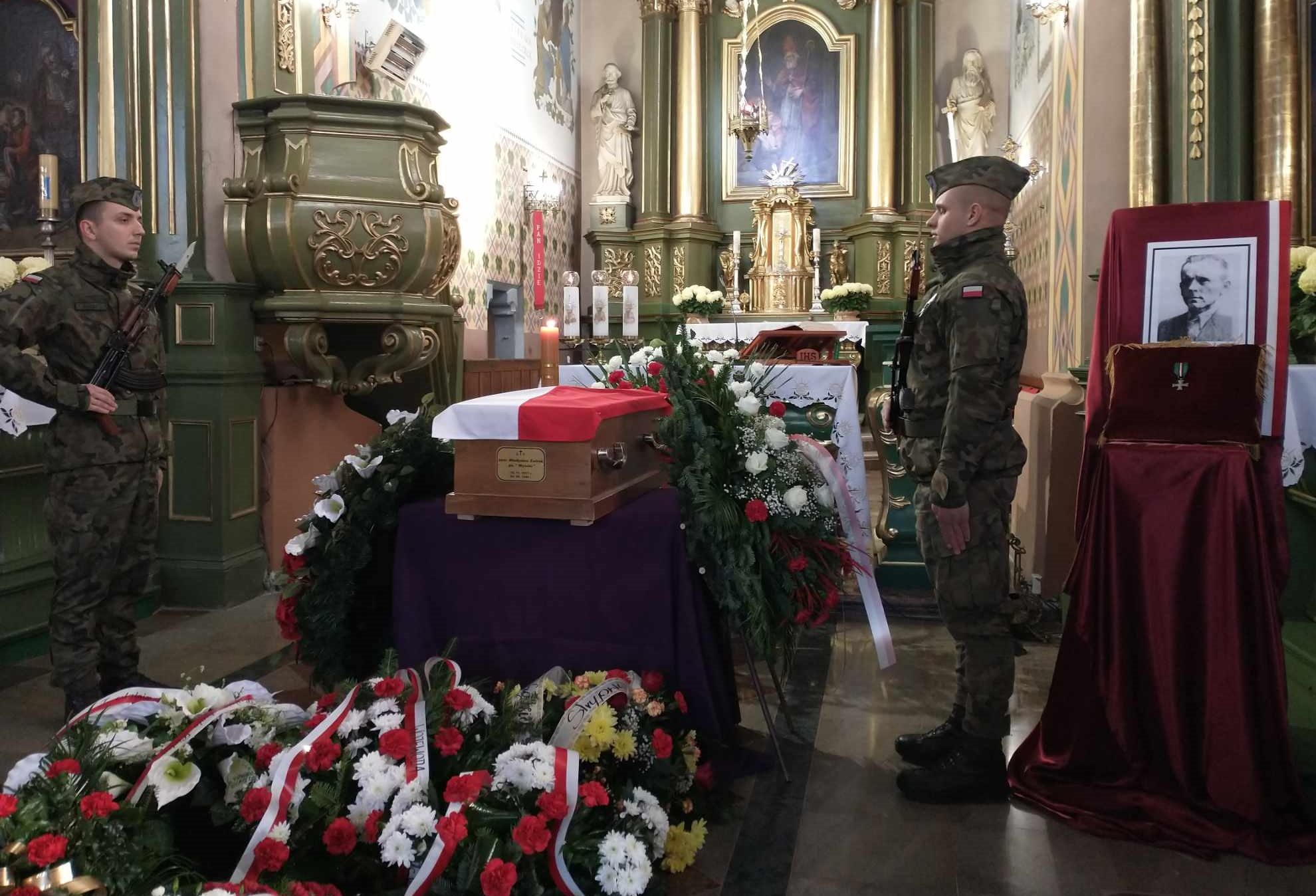
Warta honorowa przy trumnie

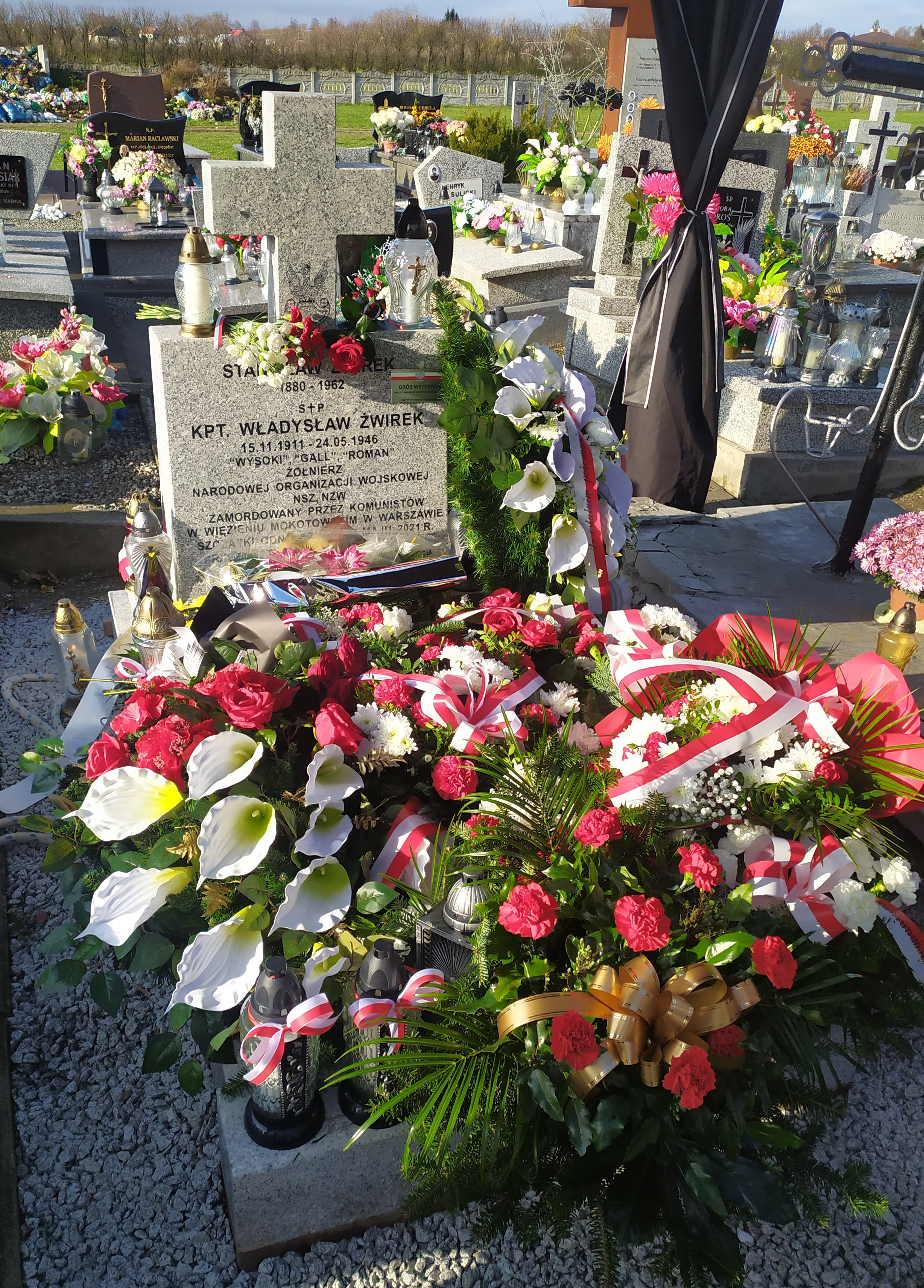
Grób Władysława Żwirka

W wyniku prac prowadzonych przez Instytut Pamięci Narodowej szczątki Władysława Żwirka zostały odnalezione w październiku 2020 r. w ossuarium cmentarza przy ul. Wałbrzyskiej w Warszawie. W Belwederze w dniu 22 lipca 2022 r. członkom rodziny została przekazana nota identyfikacyjna. Uroczystości pogrzebowe o charakterze państwowym odbyły się w dniu 16 listopada 2023 r. w kościele parafialnym pw. św. Mikołaja w Łoniowie. Szczątki Władysława Żwirka zostały złożone w rodzinnym grobie na cmentarzu parafialnym w Łoniowie.

## Ordery i odznaczenia
Władysław Żwirek został pośmiertnie odznaczony Krzyżem Narodowego Czynu Zbrojnego postanowieniem Prezydenta RP – Lecha Wałęsy z dnia 7 kwietnia 1995 roku.